# 1 ноември
1 ноември е 305-ият ден в годината според григорианския календар (306-и през високосна). Остават 60 дни до края на годината.

## Събития
- 79 г. – Започва едно от големите изригвания на вулкана Везувий.
- 1478 г. – папска була на Сикст IV за въвеждане на инквизицията в Кастилия. Начало на испанската инквизиция.
- 1520 г. – Фернандо Магелан открива проток между Атлантическия океан и Тихия океан, който по-късно е наречен Магеланов проток.
- 1755 г. – Лисабонското земетресение: Лисабон е почти напълно разрушен, загиват между 60 и 100 хил. души
- 1897 г. – Учреден е ФК Ювентус (Торино).
- 1900 г. – Започва да функционира първата в България водноелектрическа централа, ВЕЦ Панчарево, която захранва 600 лампи, осветяващи София.
- 1909 г. – В Пловдив за първи път е честван Денят на народните будители.
- 1914 г. – Първата световна война: Край брега на Чили започва една от големите морски битки между германския и британския военни флотове – битката при Коронел.
- 1922 г. – Последният султан на Османската империя, Мехмед VI, абдикира. В Царство България денят е обявен на 31 октомври същата година за – празник на народните будители.
- 1928 г. – Цар Борис III открива 10-километровата жп линия Асеновград – Пловдив.
- 1928 г. – Турският президент Мустафа Кемал Ататюрк въвежда съвременната 29-буквена турска азбука, която заменя старата османска турска азбука в официалния турски език.
- 1943 г. – Огласена е Московската декларация от съюзниците в т.нар. антихитлеристка коалиция, по силата на която СССР се присъединява към атлантическата формулировка за „безусловната капитулация“ на страните от Оста.
- 1944 г. – Създадена е Българската хорова капела „Светослав Обретенов“.
- 1944 г. – Във Великобритания е създадено първото дружество на привържениците на веганството.
- 1946 г. – Провежда се първият мач в историята на NBA.
- 1949 г. – Всички 55 души на борда на самолета при полет 537 на „Ийстърн Еър Лайнс“ загиват, когато е ударен във въздуха от „Локхийд P-38 Лайтнинг“ близо до Вирджиния, САЩ.
- 1954 г. – В Алжир избухва въстание за независимост от Франция.
- 1955 г. – Самолетът при полет 629 на „Юнайтед Еър Лайнс“ е взривен във въздуха от поставена на борда бомба и убива всички 44 души на борда.
- 1962 г. – Монголия става член на ЮНЕСКО.
- 1964 г. – Отворени са временни проходи през Берлинската стена.
- 1974 г. – Открита е водноелектрическата каскада Белмекен - Сестримо.
- 1981 г. – Антигуа и Барбуда придобива независимост от Великобритания.
- 1989 г. – В Одеса, Украйна, е основан българският вестник Роден край.
- 1993 г. – Влиза в сила Маастрихтският договор, с който се създава Европейския съюз
- 1998 г. – Създаден е Европейският съд по правата на човека.

## Родени
- 1757 г. – Антонио Канова, италиански скулптор († 1822 г.)
- 1778 г. – Густав IV, крал на Швеция († 1837 г.)
- 1842 г. – Стоян Новакович, сръбски учен и политик († 1915 г.)
- 1864 г. – Елизавета Фьодоровна, руска княгиня († 1918 г.)
- 1871 г. – Ангелко Кръстич, македонски поет († 1952 г.)
- 1871 г. – Стивън Крейн, американски писател († 1900 г.)
- 1873 г. – Божан Ангелов, български критик († 1958 г.)
- 1878 г. – Карлос Сааведра Ламас, аржентински политик, Нобелов лауреат († 1959 г.)
- 1879 г. – Пал Телеки, министър-председател на Унгария († 1941 г.)
- 1880 г. – Алфред Вегенер, немски метеоролог и геолог († 1930 г.)
- 1884 г. – Анибале Бергонзоли, италиански офицер († 1973 г.)
- 1887 г. – Лорънс Стивън Лоури, британски художник († 1976 г.)
- 1888 г. – Борис Георгиев, български художник († 1962 г.)
- 1889 г. – Филип Ноел-Бейкър, британски активист за мир с канадски произход, Нобелов лауреат († 1982 г.)
- 1897 г. – Карло Луканов, български комунист († 1982 г.)
- 1902 г. – Ойген Йохум, немски диригент († 1987 г.)
- 1911 г. – Анри Троая, френски писател и историк († 2007 г.)
- 1921 г. – Илзе Айхингер, австрийска поетеса († 2016 г.)
- 1923 г. – Гордън Диксън, канадски писател фантаст († 2001 г.)
- 1924 г. – Сюлейман Демирел, министър-председател и президент на Турция († 2015 г.)
- 1924 г. – Янко Янков, български актьор († 1989 г.)
- 1925 г. – Надя Тодорова, българска актриса († 2016 г.)
- 1926 г. – Гюнтер де Бройн, немски писател († 2020 г.)
- 1929 г. – Димитър Йорданов, български футболист († 1996 г.)
- 1930 г. – Иван Колев, български футболист († 2005 г.)
- 1938 г. – Ибрахим Касимов, български аграрен учен и общественик († 2007 г.)
- 1938 г. – Пламен Дончев, български актьор
- 1939 г. – Бернар Кушнер, френски общественик
- 1943 г. – Салваторе Адамо, белгийски певец
- 1944 г. – Иван Бенчев, български изкуствовед († 2012 г.)
- 1944 г. – Рафик Харири, министър-председател на Ливан († 2005 г.)
- 1947 г. – Георги Петканов, български политик († 2015 г.)
- 1950 г. – Робърт Лафлин, американски физик, Нобелов лауреат
- 1952 г. – Лари Флинт, американски издател 2021
- 1953 г. – Нанси Дейвис, американска астронавтка
- 1954 г. – Димитър Ефремов, български футболист
- 1957 г. – Питър Оустръм, американски артист
- 1958 г. – Рейчъл Тикотин, американска актриса
- 1962 г. – Антъни Кийдис, американски певец (Red Hot Chili Peppers)
- 1965 г. – Мариела Гемишева, български дизайнер
- 1973 г. – Айшвария Рай, индийска актриса
- 1974 г. – Сибин Майналовски, български писател, журналист и дизайнер
- 1975 г. – Елена Петрова, българска актриса
- 1981 г. – Пиер Фич, канадски гей порно актьор
- 1983 г. – Наталия Тена, британска актриса
- 1984 г. – Милош Красич, сръбски футболист

## Починали
- 1496 г. – Филип Калимах, италиански писател (* 1437 г.)
- 1804 г. – Йохан Фридрих Гмелин, германски учен (* 1748 г.)
- 1860 г. – Александра Фьодоровна, императрица на Русия (* 1798 г.)
- 1865 г. – Джон Линдли, английски ботаник (* 1799 г.)
- 1877 г. – Янко Матушка, словашки поет (* 1821 г.)
- 1892 г. – Иван Богоров, български енциклопедист (* 1820 г.)
- 1893 г. – Ян Матейко, полски художник (* 1838 г.)
- 1894 г. – Александър III, император на Русия (* 1845 г.)
- 1903 г. – Теодор Момзен, германски писател, Нобелов лауреат, (* 1817 г.)
- 1907 г. – Алфред Жари, френски поет (* 1873 г.)
- 1922 г. – Методий Кусев, български духовник (* 1838 г.)
- 1928 г. – Иван Антонов, български революционер (* 1882 г.)
- 1941 г. – Христо Ников, деец на БКП (* 1911 г.)
- 1944 г. – Шарл Дил, френски учен (* 1859 г.)
- 1949 г. – Никола Жеков, български офицер (* 1865 г.)
- 1953 г. – Александър Гиргинов, български политик (* 1889 г.)
- 1956 г. – Пиетро Бадолио, италиански политик (* 1871 г.)
- 1958 г. – Яхия Кемал Беятлъ, турски поет (* 1884 г.)
- 1972 г. – Езра Паунд, американски поет (* 1885 г.)
- 1979 г. – Мейми Айзенхауер, първа дама на САЩ (1953 – 1961) (* 1896 г.)
- 1989 г. – Михаела Рунчану, румънска певица и учителка (* 1955 г.)
- 1993 г. – Северо Очоа, испански биохимик, Нобелов лауреат през 1959 г. (* 1905 г.)
- 1995 г. – Васил Ильоски, македонски писател (* 1900 г.)
- 2000 г. – Стивън Рънсиман, британски историк (* 1903 г.)
- 2006 г. – Донка Паприкова, социален работник (* 1915 г.)
- 2006 г. – Стойчо Мазгалов, български актьор (* 1930 г.)
- 2007 г. – Пол Тибетс, американски генерал (* 1915 г.)
- 2008 г. – Димитър Калчев, български политик (* 1945 г.)
- 2010 г. – Пенка Цицелкова, българска актриса (* 1943 г.)
- 2014 г. – Уейн Статик, американски музикант (* 1965 г.)

## Празници
- Световен ден на веганството
- Римокатолическа църква – Ден на Вси светии
- България
  - Ден на народните будители
  - „Ден на светото рождение йоанско“
  - Свети безсребърници и чудотворци Козма и Дамян Асийски
  - Ден на българската наука – От 1991 г. Съюзът на учените в България отбелязва Деня на народните будители и като свой празник.
  - Ден на българската журналистика – Отбелязва се в Деня на народните будители, с решение на Съюза на българските журналисти. В деня на празника се връчват наградите на съюза.
- Алжир – Ден на революцията и на независимостта (от Франция, 1962 г., национален празник)
- Антигуа и Барбуда – Ден на независимостта (от Великобритания, 1981 г., национален празник)
- Британски Вирджински острови – Ден на свободата
- Словения – Ден на възпоменанието